# Где же вы теперь, друзья-однополчане?
«Где же вы теперь, друзья-однополчане?» — популярная песня композитора Василия Соловьёва-Седого на стихи Алексея Фатьянова, созданная в 1947 году.

## История
Майскими короткими ночами,

Отгремев, закончились бои.

Где же вы теперь, друзья-однополчане,

Боевые спутники мои?

Я хожу в хороший час заката

У тесовых новеньких ворот;

Может, к нам сюда знакомого солдата

Ветерок попутный занесёт.

Мы бы с ним припомнили, как жили,

Как теряли трудным вёрстам счёт.

За победу мы б по полной осушили,

За друзей добавили б ещё. 
Песня «Где же вы теперь, друзья-однополчане?» была написана композитором Василием Соловьёвым-Седым на слова поэта-фронтовика Алексея Фатьянова в 1947 году (иногда датируется 1946 годом). Она была создана в рамках состоявшего из шести песен цикла «Сказ о солдате», изначально известного как песенная сюита «Возвращение солдата» (все песни на стихи Алексея Фатьянова). В цикле эта песня была пятой, но фактически она оказалась стержневой: после неё были сочинены первые четыре песни — «Шёл солдат из далёкого края», «Расскажите-ка, ребята», «Сын» («Колыбельная») и «Поёт гармонь за Вологдой», а затем и завершающая — «Величальная».
По словам Василия Соловьёва-Седого, идея написания песни возникла у него после поездки на одну из крупных строек в Сибири, во время которой он встретился с бывшими воинами-фронтовиками. На обратном пути, возвращаясь в Ленинград, композитор продолжал думать про эту встречу, и у него в голове появилась фраза «Где же вы теперь, друзья-однополчане?». Соловьёв-Седой вспоминал: «Я стал варьировать эту фразу, искать для неё мелодическое и ритмическое решение. Потом наиграл мелодию Фатьянову. Он долго, внимательно вслушивался и через несколько дней показал мне стихи». Однако, по словам композитора, это было не совсем то, что он задумал. Тем не менее, перебрав несколько вариантов, он сочинил песню. Первым её исполнителем был Ефрем Флакс, который, однако, сказал Соловьёву-Седому, что, «написанная в минорной тональности, песня получилась какой-то тоскливой, однообразной» — даже кажется, что «не рад солдат возвращению к мирному труду». Композитор вспоминал: «Флакс посоветовал переделать вторую половину куплета с отклонением в параллельный мажор. Попробовал — вышло. Вот так у песни этой, получившей большое распространение в послевоенные годы, оказалось три автора. Кроме меня — ещё Фатьянов и Флакс».
Первой исполнительницей полного цикла песен «Сказ о солдате» стала Клавдия Шульженко. По словам исследователя истории советской эстрады Глеба Скороходова, лирический монолог «Где же вы теперь, друзья-однополчане?» стал лучшей песней цикла, и он «как нельзя больше пришёлся по душе актрисе», которая во время его исполнения вела задушевный разговор со зрителями. Цикл быстро завоевал признание среди слушателей. Песни из этого цикла часто передавали по Всесоюзному радио, причём наиболее популярной стала пятая песня, «Где же вы теперь, друзья-однополчане?» — на радио приходили потоки писем с просьбой исполнить именно её. В 1948 году текст песни вместе с нотами был включён в сборник Алексея Фатьянова из серии «Песни советских поэтов», выпущенный Государственным музыкальным издательством (Музгиз).

## Анализ и отзывы

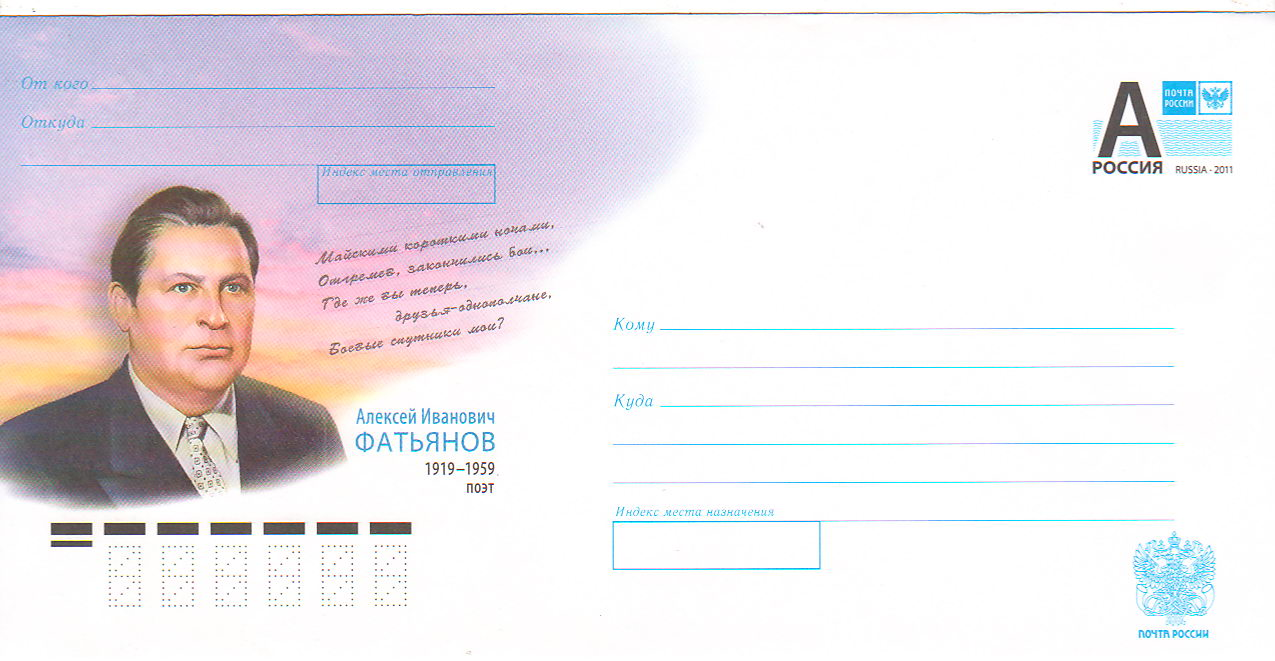
Алексей Фатьянов и строки из песни «Где же вы теперь, друзья-однополчане?» на почтовом конверте России 2014 года

Обсуждая творчество Соловьёва-Седого, музыковед Юлий Кремлёв писал, что смысл музыки песни «Где же вы теперь, друзья-однополчане?» — «грусть о распавшейся фронтовой дружбе, смешанная с печалью по поводу невозвратимых утрат и с характерным ощущением „не по себе“, которое так преследовало многих людей, попавших из полымя фронтовой обстановки в лоно мирной жизни». По словам Кремлёва, в этой песне склад мелоса выдержан «в духе размерного речитатива, моментами широкого своими интервалами, но одновременно и плавного».
Музыковед Арнольд Сохор отмечал задушевность песни о друзьях-однополчанах, «глубину и сердечность заключённого в песне чувства». Несмотря на то, что, по мнению Сохора, в цикле «Сказ о солдате» композитору не удалось достичь неразрывного единства всех частей, отдельные песни, такие как «Поёт гармонь за Вологдой» и «Где же вы теперь, друзья-однополчане?», стали очень популярными.
Певица Клавдия Шульженко вспоминала, что во время исполнения «чисто „мужской“» песни «Где же вы теперь, друзья-однополчане?» ей хотелось показать «сердечность и суровость солдатской дружбы, мужскую сдержанность, чурающуюся сентиментальности, старающуюся открытое проявление искреннего чувства „замаскировать“ шуткой, улыбкой». Она относила эту песню к числу «самых интимных», поскольку «это диалог с другом, диалог не вслух, а тот, что ведётся внутри, в душе человека», в котором выражено сокровенное желание встретиться со своими фронтовыми друзьями, с которыми пришлось разлучиться после войны. По словам Шульженко, об этом невозможно петь хором, в полный голос; по её мнению, «Однополчане» — «„негромкая“ песня, песня-исповедь, песня-раздумье, песня-воспоминание».

## Исполнители
За свою историю песня «Где же вы теперь, друзья-однополчане?» входила в репертуар многих известных певцов и певиц, таких как Ефрем Флакс, Клавдия Шульженко, Евгений Кибкало, Алексей Покровский, Эдуард Хиль, Виктор Вуячич, Евгений Нестеренко, Ренат Ибрагимов, Дмитрий Хворостовский и другие. С Ансамблем песни и пляски Советской армии песню исполняли солисты Евгений Беляев и Алексей Мартынов.